# Heteropoda venatoria
A Heteropoda venatoria a pókszabásúak (Arachnida) osztályának pókok (Araneae) rendjébe, ezen belül a vadászpókok (Sparassidae) családjába tartozó faj.
Nemének a típusfaja.

## Előfordulása
A Heteropoda venatoria előfordulási területe a Föld trópusi részei. A szubtrópusi területeken betelepített fajként van jelen.

## Alfajai
- Heteropoda venatoria chinesica Strand, 1907b: 559
- Heteropoda venatoria emarginata
- Heteropoda venatoria foveolata
- Heteropoda venatoria japonica Strand, 1907b: 559
- Heteropoda venatoria maculipes Strand, 1907b: 559
- Heteropoda venatoria pseudomarginata

## Megjelenése
A felnőtt pók teste barna, lapított és 2-2,5 centiméter hosszú. A lábfesztávolsága 7-10 centiméterre is szétterülhet. A nőstény valamivel nagyobb, mint a hím, főleg a potrohtájéknál (abdomen), azonban a hímnek nagyobb tapogatólábai (pedipalpus) vannak. A szemei mögötti rész krémes vagy sárgás; ezután pedig a nősténynél sárgásbarna, míg a hímnél krémszínű sáv következik. A teste nem nagyon szőrös, azonban a lábain felálló szeták vannak, melyeket fekete pontok jellemeznek.

## Életmódja
Ez az állat nem sző pókhálókat a zsákmány megszerzéséhez, hanem aktívan felkeresi és levadássza. A tápláléka általában rovarokból áll, azonban skorpiókat és kisebb denevéreket is zsákmányolhat. Az áldozatait mérgével öli meg; eme pók mérge, harapása nem halálos az ember számára, csak nagyon fájdalmas. Házakba és istállókba is beköltözhet; kint csak a trópusokon fordul elő, mivel nem bírja a hideget.

## Szaporodása
A nőstény körülbelül 2,5 centiméteres petetokot sző, melyet teste alatt cipel. A petetokban általában több mint 100 pete van, de a peték száma néha négyszáznál több is lehet. A kis pókok már a petetokban vedlenek először. Fogságban a hím 465 napot, míg a nőstény 580 napot él.

## Képek

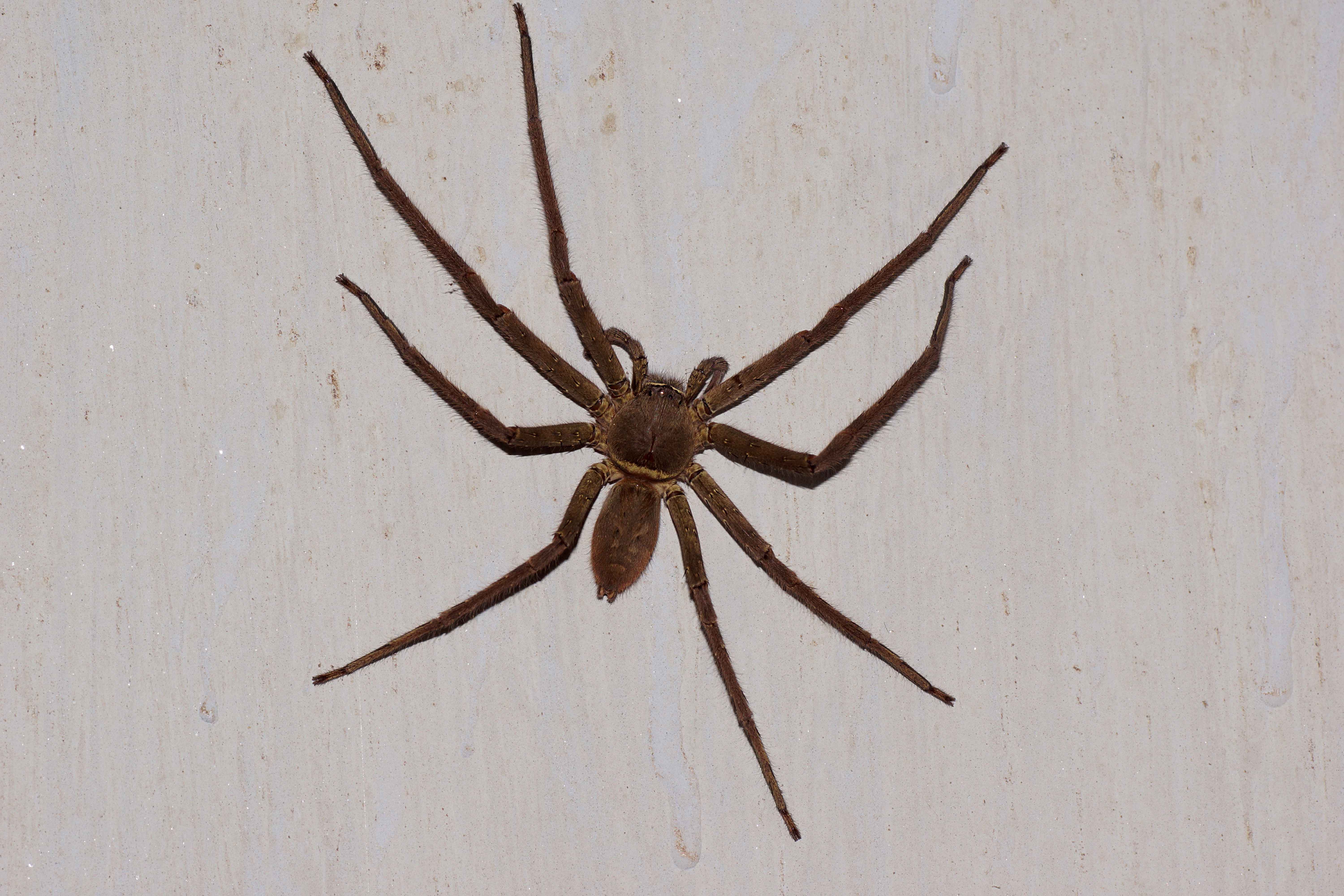
Falon mászó példány
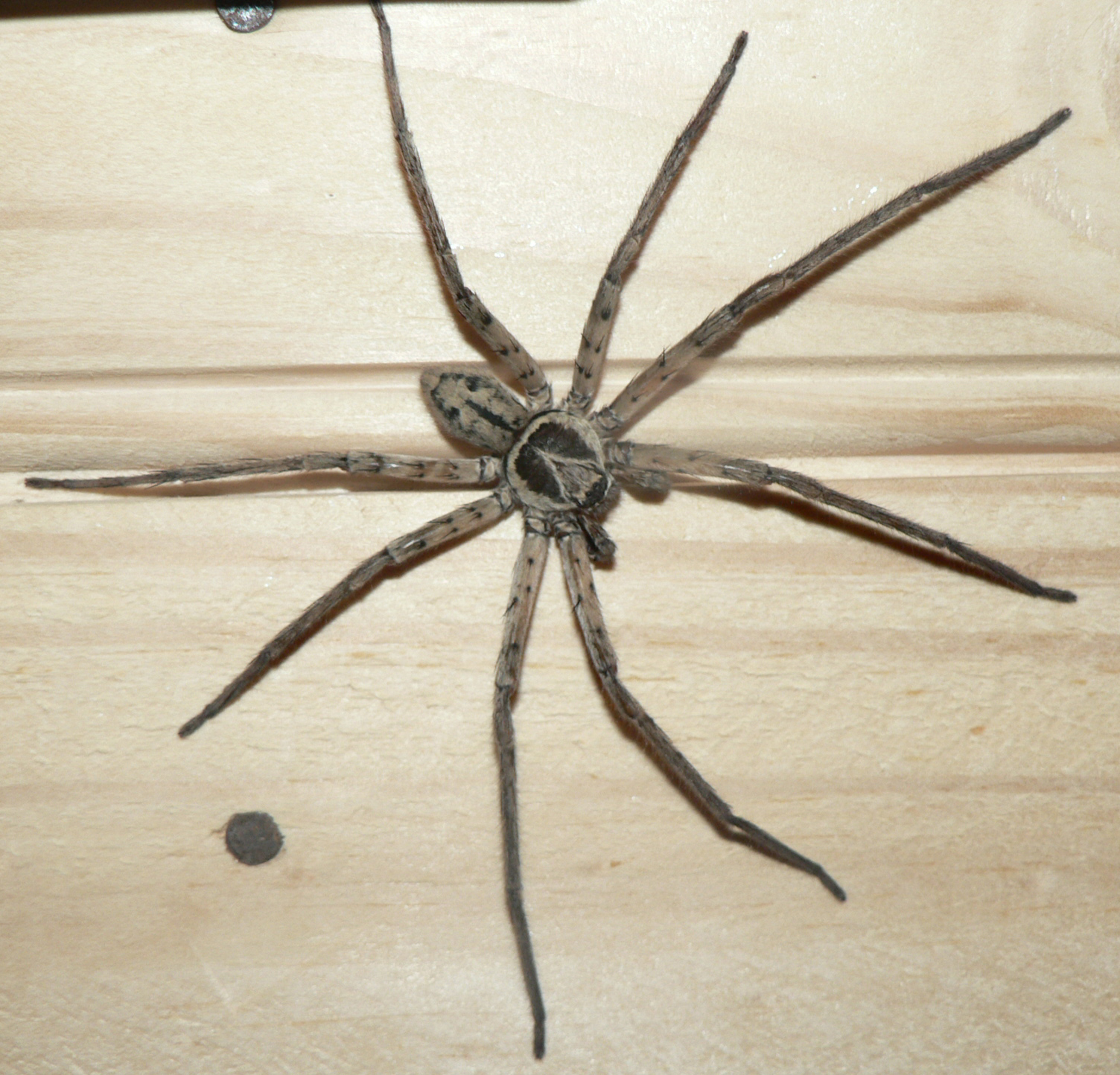
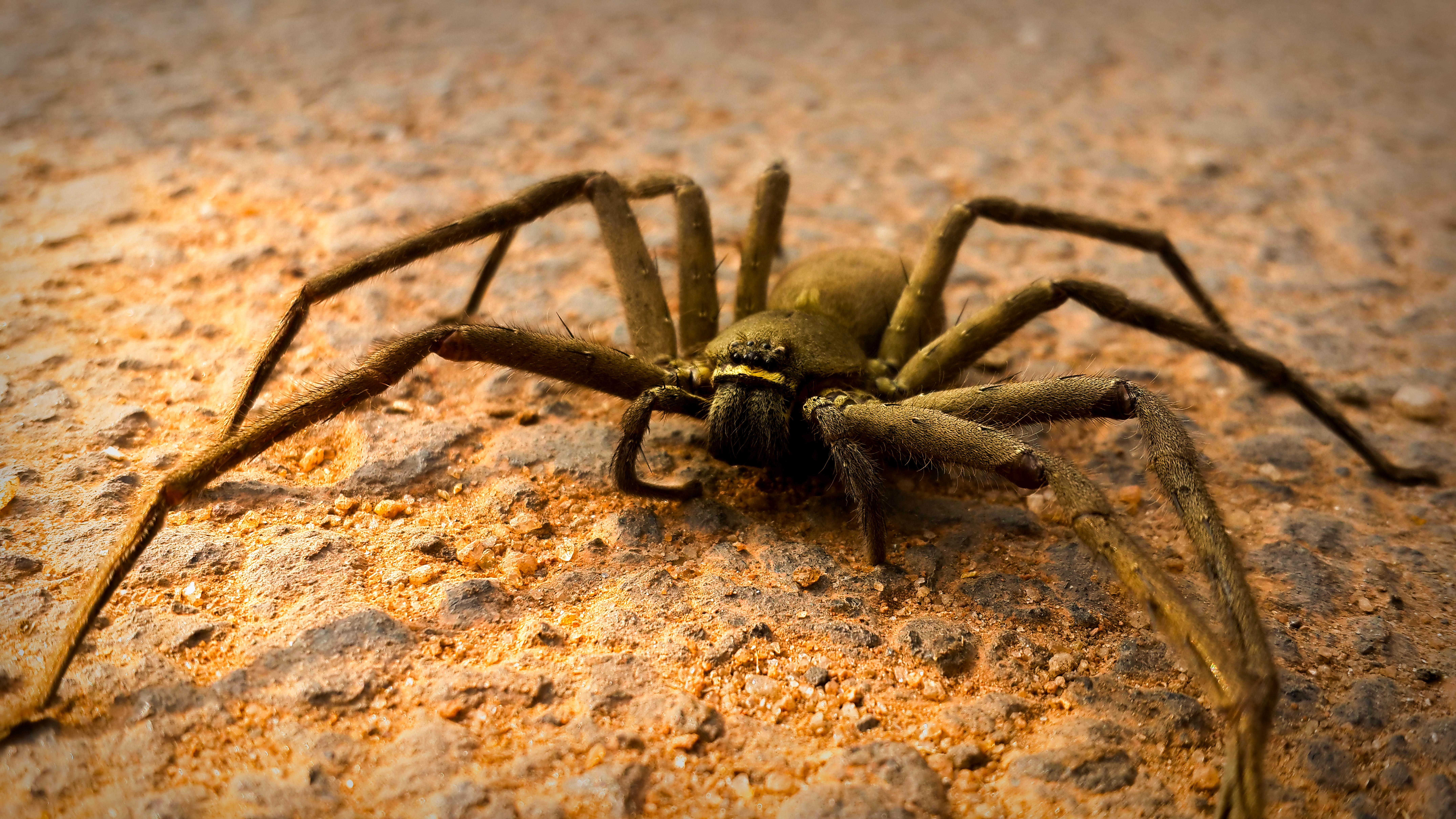
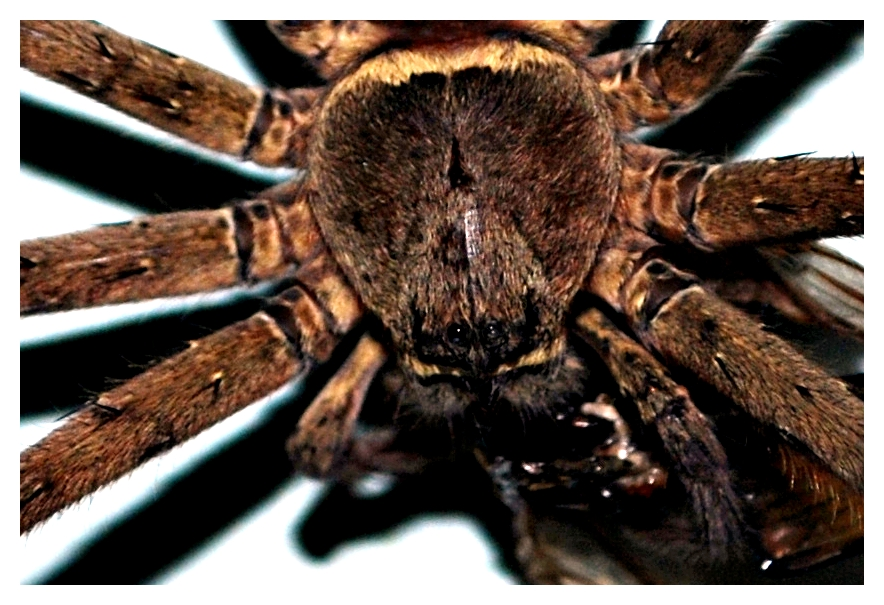

## Fordítás
- Ez a szócikk részben vagy egészben  a   Heteropoda venatoria című angol Wikipédia-szócikk ezen változatának fordításán alapul.  Az eredeti cikk szerkesztőit annak laptörténete sorolja fel. Ez a jelzés csupán a megfogalmazás eredetét és a szerzői jogokat jelzi, nem szolgál a cikkben szereplő információk forrásmegjelöléseként.